# Осми конгрес на Македонската патриотична организация
Осмият конгрес на Македонските политически организации (МПО) се провежда от 1 септември 1929 година в Торонто, Онтарио, Канада. На заседанията се отчита, че македоно-българската организация в Порт Колбъри, Онтарио, е прекратила дейността си, но четири организации са основани. Това са МПО „Пере Тошев“, Джанстаун, МПО „Трайко Китанчев“, Елвуд, МПО „Бащин край“, Гранит сити, а МПО „Бистрица“, Синсинати, е реактивирана. Установяват се връзки с хърватските емигрантски организации. На ЦК на МПО е възложено да продължи обмяната на мнения със Съюза на македонските емигрантски организации в София за образуване на „народен македонски съвет“ извън Балканите, който да кординира цялата легална дейност. Председател на организацията остава Пандил Шанев, а подпредседатели на ЦК на МПО са Цвятко Анастасов и Лабро Киселинчев.